# یاب‌یام

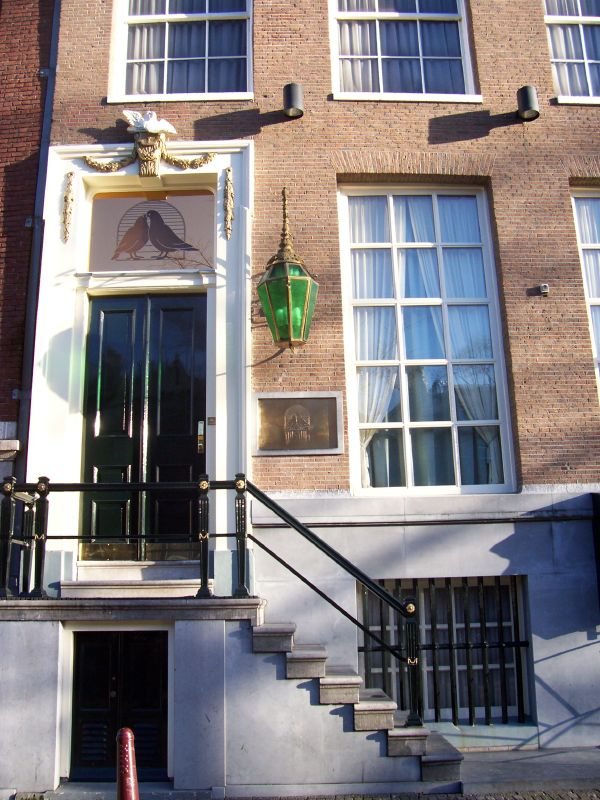
یاب‌یام آمستردام

یاب‌یام (به انگلیسی: Yab Yum (brothel))، روسپی‌خانه‌ای در خیابان سینگل و کانال آب هفدهم در آمستردام هلند توسط تئو هوف در سال ۱۹۸۰ تأسیس شد. تئو هوف مالکیت روسپی‌خانه را از سال ۱۹۹۹ به هنری ویتلی واگذار کرد.

## رسوایی
در سال ۱۹۹۰ کلاس برویینسما رئیس یک کارتل مافیایی توسط یک گنگستر و قاچاقچی مواد مخدر انگلیسی به نام روی آدکینز در یاب‌بام حلق‌آویز شد. روی آدکینز پس از یک زد و خورد با پلیس توانست از یاب‌یام فرار کند اما یک سال بعد کشته شد. یک روزنامه در سال ۲۰۰۶ افشا می‌کند که مالکیت واقعی یابام در دست یک گرو مافیایی بوده‌است.

## تعطیلی
پس از افشای مالکیت مافیا بر یاب‌یام مجوز فعالیت روسپی‌خانه یاب بام لغو می‌شود. یاب‌یام از مسئولان شهر به خاطر لغو مجوز شکایت کرد. اما دادگاه تجدیدنظر و دادگاه عالی هلند هر دو رأی به لغو جواز روسپی‌خانه یاب‌بام دادند. تلاش‌های هنری ویتلی برای انکار ارتباط با فرشتگان جهنم نتیجه‌ای نداشت.

## تبدیل به موزه سکس
کریس کرایجپول با پرداخت سه میلیون یورو برای ساختمان یک میلیون یورو برای برند روسپی‌خانه یاب‌یام را تبدیل به یک موزه سکس تبدیل کرد، این موزه پس از انجام کارهای دادرسی در سال ۲۰۱۳ بازگشایی شد ولی پس از سه سال به دلیل مشکلات مالی بسته شد.